# Kleefse Waard
Industriepark Kleefse Waard is sinds 1941 een bedrijventerrein dat deel uitmaakt van het aaneengesloten bedrijventerreinencomplex Arnhem-Noord. Het gebied ligt tussen de Pleijweg (N325), de Rijn en de Westervoortsedijk. De grootte van het totale gebied is circa 90 ha. Het terrein is in eigendom van ontwikkelaar en belegger Schipper Bosch. In 2015 heeft Schipper Bosch voor de ontwikkeling van het gebied de Gouden Piramide gekregen. 

## Ontwikkeling
Industriepark Kleefse Waard is een locatie voor bedrijven die zich richten op energie- en milieutoepassingen (EMT, ook wel cleantech genoemd) en innovatieve industriële activiteiten. Op vrijwel het gehele terrein kunnen bedrijven in milieucategorie 2 en 3 zich vestigen, een klein gedeelte staat categorie 5 toe. Om de ontwikkeling van Industriepark Kleefse Waard mogelijk te maken is een nieuw bestemmingsplan opgesteld waar gemeente en provincie akkoord mee zijn gegaan. Sinds november 2010 is het in werking. 

## Trivia
- De naam Kleefse Waard verwijst naar het historische Hertogdom Kleef waartoe ook het grondgebied waarop later dit Arnhemse bedrijventerrein is gebouwd behoorde. Het gebied werd op 1 juni 1816 met Huissen, waarvan het deel uitmaakte, bij Nederland gevoegd.